# Книга Суддів
Книга Суддів (Sefer Shoftim, івр. ספר שופטים) — частина Біблії, Старого Заповіту. У книзі викладається історія євреїв від смерті Ісус Навина (Іехошуа бін Нун) до початку царювання першого царя Ізраїля Саула, приблизно з 1240 р. до н. е. до 1050 р. до н. е., тобто період що входить до Епохи Суддів.

## Особливості
У цей час коліна Ізраїля керувалися суддями — ватажками стародавнього Ізраїлю. Само єврейське слово шофет — багатозначне: «суддя», «правитель», «вождь». Наприклад у Карфагені, жителі якого говорили пунійською мовою (спорідненою до давньоєврейської), так називали вищих посадових осіб держави, і римляни вважали, що карфагенські «суфети» — те ж саме, що й римські консули. У сьомій книзі Старого Завіту шофет — це титул ватажків стародавнього Ізраїлю в епоху, що передувала встановленню царської влади. У багатьох перекладах, давніх і нових, цей титул передається як «суддя», звідси походить і традиційна назва книги. Але такий переклад явно невдалий: герої книги — полководці і воїни, про виконання ними судових функцій мова не йде.
Вже початкові глави книги Суддів представляють різкий контраст з книгою Ісуса Навина: на перший план виступає незавершеність ізраїльського завоювання. Автори книги висувають цілих три пояснення того, чому так вийшло:
1) Господь залишив у Палестині частину колишнього населення, щоб випробувати ізраїльтян — чи не звернуть вони з шляху своїх предків, що шанували Господа (Сд. 2:22-23).
2) Ізраїльтяни не витримали цього випробування, стали вступати в шлюби з чужими людьми і поклонятися їх богам, і за це Господь перестав допомагати їм (2:1-3,11-21; 3:5-7 та ін.)
3) Господь залишив у Палестині ворожі Ізраїлю народи просто для того, щоб ізраїльтяни навчалися військовій справі (Сд. 3:2).
Так чи інакше, відтепер історія Ізраїлю йде по колу: ізраїльтяни покидають Господа — Господь покидає їх — вороги перемагають — ізраїльтяни волають до Господа про допомогу — посланий Господом вождь («Суддя») позбавляє ізраїльтян від ворогів — після смерті вождя ізраїльтяни знову покидають Господа. Ця схема поєднує розповіді про 12 вождів, в тому числі — ряд яскравих і барвистих новел. «Пісню Девори» (Суд. 5) багато хто вважає найдавнішим пам'ятником єврейської літератури.
Завершальні розділи книги з їх лейтмотивом «в ту пору в Ізраїля не було царя і кожен робив, що хотів» готують перехід до нової теми, яка стане центральною для наступних книг «девтерономічної історії». Це тема царської влади в Ізраїлі.

## Авторство та дата написання
Йосип Флавій був схильним до злиття в одну книгу, книги Рут та Суддів
Ім'я автора книги суддів невідоме і в самій книзі про нього не йде мова. Велику проблему являє також тристороння структура книги, яку ми розглянемо у наступному пункті дослідження.
Ліберальні теологи пов'язують книгу Суддів навколо деутрономістичних книг, а, отже критикують книгу з точки зору П'ятикнижної критики. Вони вважають, що книга мала двох авторів, одного який знав Бога як ЯГВЕ іншого, який знав його, як Еллогіма. Завершеним же було написання книги у пост — екзильний період.
Попри це ми не повинні виключати можливість пізніших редагувань книги Суддів. Можливо автор був наближеною до Самуїла особою, але це не сам Самуїл, оскільки ми не бачимо характерної для Самуїла різко й категорично антимонархічної точки зору.
Щодо дати написання книги то видається, що книга суддів була написана десь у раньомонархічний період. Зокрема на це вказують посилання на те, що тоді Ізраїль ще не мав царя (21:25; 18:1; 19:1). Це твердження нам дозволяє припустити, що книга була написана у час Об'єднаного царства, також це мав бути час до того, як Давид оволодів Єрусалимом, бо Євусеї, ще мешкали в Єрусалимі «до цього дня» (1:21), отже в час написання книги, вони, ще були в Єрусалимі. Також те, що хананеї контролювали Гезер, означає, що фараон, ще не захопив міста, та віддав його Соломону, як весільний подарунок у 970 р. до Р. Х. Наявний, також момент полемічної загостреності за коліно Юдине і проти коліна Веніамінового, що може пояснюватися протистоянням дому Давида і Саула.
Мова тексту однозначно архаїчного походження. І те, що в ній родовід царя Давида, означає вона написана принаймні по народженні Давида, тобто десь час правління Давида та Соломона, бо на це вказує мова та близькість до стилю книги Суддів та Самуїла.

## Композиція
Книга Суддів
- Перші дні в Обіцяній землі 1:1 — 2:5

- 2:6 — 16:31

- - Ісус Навин 3
  - Онтуїл та Огуд 3
  - Девора 4-5
  - Гедеон 6-8
  - Авімелех 9-10
  - Ївтах 11-12
  - Самсон 13-16

- Гріхи Ізраїльтян 17 −21

- - Миха безбожник 17
  - Переселення данітів 18
  - Гріх веніамитян 20-21

## Літературна характеристика
Книгу Суддів можна охарактеризувати, як «епічну» літературу з романтичними та військовими сценами які подані в деталях. Ми бачимо силача Самсона, який робить великі справи показані його війни та кохання, але видним є його падіння, яке було карою Божою за його гріх, хоч сам він і був винен в тім. Гедеон, Двора та інші також яскраво ілюструють ці тенденції, дехто, навіть, порівнює книгу Суддів з Іліадою та Одіссеєю.
Основна тема книги — це життя євреїв у Обіцяній землі та її обживання. Показане все життя, проблеми з гріховною асиміляцією євреїв та те, як їх Бог рятував та навертав.
Також є багато згадок про традиції, звичаї, релігійні та моральні реалії.

## Текст і канонічність
Текст книги Суддів подібний до тексту П'ятикнижжя і одним з найкраще збережених текстів Старого Завіту. Є певні проблеми з піснею Девори, точніше з неясністю її словника. Є дві версії грецькою мовою Codex Alexandrinus і Codex Vaticanus, які очевидно походять від єврейського тексту. Також є версія, що перші розділи книги Самуїла де йдеться про пророка Іллю також частина книги Суддів, але пізніше були додані до Самуїлових писань.
Канонічність книги Суддів безсумнівна і при тому настільки, що в жодній праці на цю тему, навіть, не акцентується увага.

## Теологічна цінність
Книга Суддів дає повну картину того, що відбулося з вибраним Богом народом після того, як він осів у Обіцяній землі. Отже, вони почали з'єднуватися з місцевими племенами і поклонятися поганським богам, і навіть, вдалися до гомосексуальності та зґвалтувань (Сд. 19:22-30). Бог карав ізраїльтян за їх гріхи, навіть, через їхніх ворогів (3:12).
І ті страждання, які переживав народ приводили його до покаяння, опісля чого Бог їх знову милував. Бог використовував суддів, щоб спасти Ізраїль, але робив так, щоб ті не подумали, що вони отримали перемогу своїми силами (Гедеон і 300 чол., хоч могло бути кільканадцять тисяч, той же Самсон, Девора). Бог вчив та настановлював свій народ, навіть, ситуація з Далілою, була використана для того, щоб винищити ворогів.

## Особливості
Найбільшою проблемою з книгою суддів є яскраве зображення та оправдовування жорстокості: Егуд вбив Моавського царя, Ївтах жертвує свою власну доньку, Гедеон вбиває двох мідіанських царів, Яїль пробиває голову Сісері кілком. Раніше вороги Ізраїля, були Божими ворогами, Егуд сам пообіцяв та пожертвував своєю донькою. Жорстокість була нормою того часу і однаково, бо грішники й так ідуть в пекло. Ще одна проблема є та, що Дух Божий був на таких грішних людях, як Їфтах, та Самсон, який порушив обіцянку назорейства. З цього можна взяти, що Бог суверенний, і Дух Божий сходив ситуативно на цих людей, а не мешкав в них. І, навіть, злі ситуації, як полон Самсона, Бог використав для винищення ворогів.

## Виноски
1. ↑  https://www.perseus.tufts.edu/hopper/abbrevhelp
2. ↑  Book of Judges. Wikipedia the free internet encyclopedia in English [cited 2008, 20 march] — available from: <http://en.Wikipedia.org/wiki/Book_of_Judges [Архівовано 15 червня 2022 у Wayback Machine.]>
3. 1 2 3 4  Zondervan Reference Software. EBC Old Testament EBCOT. The Expositor's Bible Commentary
4. ↑  Нова Женевська Біблія